# Maurice Herriott
Maurice Herriott (ur. 8 października 1939 w Great Wyrley) – brytyjski  lekkoatleta (długodystansowiec), wicemistrz olimpijski z 1964.
Specjalizował się w biegu na 3000 metrów z przeszkodami. Wystąpił w tej konkurencji na mistrzostwach Europy w 1962 w Belgradzie, gdzie awansował do finału, ale w nim nie wystartował wskutek kontuzji. Zdobył srebrny medal na tym dystansie na Igrzyskach Imperium Brytyjskiego i Wspólnoty Brytyjskiej w 1962 w Perth za Trevorem Vincentem z Australii.
Na igrzyskach olimpijskich w 1964 w Tokio zdobył srebrny medal w biegu na 3000 metrów z przeszkodami za Gastonem Roelantsem z Belgii, a przed  Iwanem Bielajewem z ZSRR. Zajął 8. miejsce na tym dystansie na mistrzostwach Europy w 1966 w Budapeszcie, a na Igrzyskach Imperium Brytyjskiego i Wspólnoty Brytyjskiej w 1966 w Kingston był w tej konkurencji czwarty. Odpadł w eliminacjach biegu na 3000 metrów z przeszkodami na igrzyskach olimpijskich w 1968 w Meksyku.
Był mistrzem Wielkiej Brytanii (AAA) w biegu na 3000 metrów z przeszkodami w latach 1959 i 1961-1967.
W latach 1963–1964 sześciokrotnie ustanawiał rekord Wielkiej Brytanii na 3000 metrów z przeszkodami do wyniku 8:32,4 17 października 1964 w Tokio.
Po zakończeniu kariery zamieszkał na Wyspie Man.